# Unione Sportiva Pergocrema 1932 2006-2007
Questa pagina raccoglie le informazioni riguardanti l'Unione Sportiva Pergocrema 1932 nelle competizioni ufficiali della stagione 2006-2007.

## Rosa
| N. |                   | Ruolo | Calciatore         |
| -- | ----------------- | ----- | ------------------ |
|    | Italia (bandiera) | D     | Michele Arrigoni   |
|    | Italia (bandiera) | D     | Mauro Belotti      |
|    | Italia (bandiera) | P     | Stefano Belussi    |
|    | Italia (bandiera) | D     | Daniel Bombardieri |
|    | Italia (bandiera) | C     | Matteo Bonomi      |
|    | Italia (bandiera) | C     | Daniele Buelli     |
|    | Italia (bandiera) | P     | Achille Coser      |
|    | Italia (bandiera) | D     | Lorenzo Cresta     |
|    | Italia (bandiera) | C     | Luigi Crisopulli   |
|    | Italia (bandiera) | A     | Lorenzo Crocetti   |
|    | Italia (bandiera) | D     | Davide De Angeli   |
|    | Italia (bandiera) | A     | Luca Facchetti     |
|    | Italia (bandiera) | A     | Lauro Florean      |
|    | Italia (bandiera) | C     | Stefano Gusmini    |

| N. |                   | Ruolo | Calciatore          |
| -- | ----------------- | ----- | ------------------- |
|    | Italia (bandiera) | A     | Giovanni Longobardi |
|    | Italia (bandiera) | C     | Andrea Marconi      |
|    | Italia (bandiera) | D     | Leonardo Muchetti   |
|    | Italia (bandiera) | C     | Marco Perini        |
|    | Italia (bandiera) | C     | Federico Pettinà    |
|    | Italia (bandiera) | C     | Alessandro Piovesan |
|    | Italia (bandiera) | D     | Matteo Placida      |
|    | Italia (bandiera) | D     | Stefano Ragnoli     |
|    | Italia (bandiera) | A     | Jacopo Ravasi       |
|    | Italia (bandiera) | C     | Claudio Salvi       |
|    | Italia (bandiera) | C     | Filippo Sambugaro   |
|    | Italia (bandiera) | D     | Mario Tacchinardi   |
|    | Italia (bandiera) | C     | Diuk Ronny Toma     |
|    | Italia (bandiera) | D     | Diego Zangirolami   |